# Placenta (Band)
Placenta ist eine deutsche Metal-/Death-Metal-Gruppe aus Berlin.

## Geschichte
Placenta wurde im Jahr 2000 von Tobi Stein, Jens Fischer und Matthias Engst als Punk- und Alternative-Rock-Band in Berlin gegründet. Der polarisierende Bandname wurde zum verstärkten Ausdruck von Rebellion und Provokation gewählt. 2003 nahm die Gruppe ihr erstes Demo-Album Look So Far auf. 2004 verließ Matthias Engst die Band aus persönlichen Gründen.
Die personelle Weiterentwicklung trieb auch die musikalische Entwicklung der Band voran, die sich 2006 in der Demo-EP No More Fucking Compromises… und 2007 mit dem Demo-Album Human Abyss mit einer deutlich Tendenz zum Death Metal darstellte. Mit dem Beitritt von Sven Berlin am Gesang 2005, sowie den Gitarristen Michael Hoge von Dropped und Florin Kerber, konkretisierten sich das Line-up und die musikalische Ausrichtung. 2009 unterschrieb die Band beim Deutschen Newcomer-Label NOIZGATE RECORDS und veröffentlichte daraufhin ihr erstes offizielles Release Fixed Action Pattern. Mit der EP Brutalis erweiterten die Berliner 2010 ihren Sound in Richtung Deathcore. Im Frühjahr 2011 fand die erste Deutschland/Europa-Tour mit Disposed to Mirth statt.
Es folgte eine weitere Tour mit der polnischen Deathcore Band Drown My Day. Im September 2011 erschien das Album Replace Your Face, auf dem sich die Band stilistisch auf ihre rockigen Wurzeln zurückbesann. Im Dezember 2013 erschien das Album Missgunst und Neid, auf dem zum ersten Mal deutsche Texte zum Einsatz kamen. Gleichzeitig verließ Bassist Florin Kerber die Band, um sich intensiv um sein neues Projekt Dinosound kümmern zu können. Ersetzt wurde er durch Axel Goldmann von We Butter The Bread With Butter.
2015 veröffentlichte die Band das Best-Of-Album XV - Greatest Hits welches eine Zusammenstellung ihres 15-jährigen Schaffens sowie zwei neuer Songs darstellt.
Seit 2016 befindet sich die Band in einer Schaffenspause.
Während Axel bei Turbobier und Jestress aktiv ist, spielen Florin und Daniel bei Dinosound. Tobi spielt mit Micha bei Navocane und verwirklicht sich außerdem bei Musikcafé Karibik und Schotter.

## Musikalischer Stil
Die Musik von Placenta zeichnet sich durch stilistische Vielseitigkeit aus. Grundsätzlich als Metal-Band angelegt, werden Elemente aus Death Metal, Hardcore, Deathcore, Rock sowie in der frühen Schaffensphase Punkrock, Grindcore, Funk und Electronic in den Sound integriert.
Die Band bezeichnet ihre Musik als Honic Melonic Death Metal.

## Diskografie
- 2003: Look So Far (Demo)
- 2006: No More Fucking Compromises... (Demo)
- 2007: Human Abyss (Demo)
- 2009: Fixed Action Pattern (Noizgate Records)
- 2010: Brutalis (EP; Noizgate Records)
- 2011: Bella Fruit Verona (Single; Noizgate Records)
- 2011: Replace Your Face (Noizgate Records)
- 2013: Missgunst und Neid (Noizgate Records)
- 2015: XV - Greatest Hits (Noizgate Records)

## Musikvideos
- 2010 veröffentlichte Placenta ihr erstes offizielles Musikvideo zu dem Song Trendcutter, das von Pitcam Productions produziert wurde.
- 2012 veröffentlichte die Band ihr erstes professionelles Musikvideo zu Coca at the Cockloft.
- 2012 veröffentlichte Placenta ein humoristisches Musikvideo zu I Ain't No Horse, welches spontan auf einer Tour gedreht wurde und eine unerwartet große Resonanz erfuhr